# Yalitza Aparicio

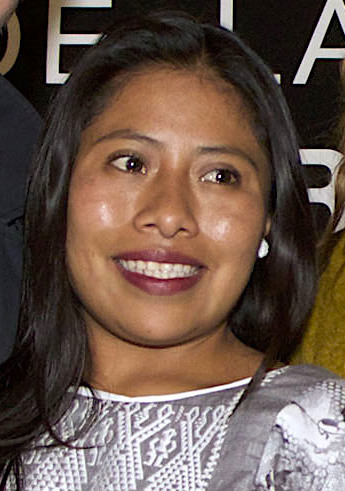
Yalitza Aparicio bei einer Vorstellung des Films Roma im Teatro de la Ciudad Esperanza Iris im Dezember 2018

Yalitza Aparicio Martínez (* 11. Dezember 1993 in Heroica Ciudad de Tlaxiaco, Oaxaca) ist eine mexikanische Filmschauspielerin.

## Leben
Ihre erste Filmrolle erhielt die 1993 geborene Mixtekin im Jahr 2018 in dem Filmdrama Roma von Alfonso Cuarón, in dem sie in der Hauptrolle der Hausangestellten Cleo zu sehen ist. Für diese Leistung wurde sie für eine Reihe von Filmpreisen nominiert, darunter für den Oscar als Beste Hauptdarstellerin. Damit wurde sie zur ersten indigenen Amerikanerin, die für einen Oscar als Hauptdarstellerin nominiert wurde.
Vor ihrer Filmkarriere arbeitete Yalitza Aparicio als Vorschullehrerin und befand sich in einer Ausbildung zur Erzieherin.
Ende Juni 2020 wurde Yalitza Aparicio ein Mitglied der Academy of Motion Picture Arts and Sciences.

## Auszeichnungen
Critics’ Choice Movie Award
- 2019: Nominierung als Beste Hauptdarstellerin (Roma)[4]

Gotham Award
- 2018: Nominierung als Beste Nachwuchsschauspielerin (Roma)[5]

Oscar
- 2019: Nominierung als Beste Hauptdarstellerin (Roma)

Satellite Award
- 2018: Nominierung als Beste Filmschauspielerin (Roma)[6]